# Luis Caballero
Luis Neri Caballero Núñez (Assunção, 17 de setembro de 1962 - 6 de maio de 2005) é um ex-futebolista profissional paraguaio, que atuava como defensor.

## Carreira
Luis Caballero fez parte do elenco da Seleção Paraguaia de Futebol da Copa do Mundo de 1986 